# Sabelliditida
Ordre
Les Sabelliditida sont un ordre fossile  d'Annélides du Précambrien au Cambrien.

## Présentation
Sabelliditida date de l'Édiacarien (635–541 Ma) à l'Atdabanien (520–516 Ma),.

## Liste des genres
Selon Paleobiology Database (16 décembre 2022) :
- †Acanthocassis He & Xie, 1989
- †Acidocharacus Qin & Ding, 1988
- †Anhuiella Liu & Huang, 1991
- †Calyptrina Sokolov, 1967
- †Paleolina Wang, 1983
- †Parasabellidites Luo & Zhang, 1986
- †Sabellidites Yanichevsky, 1926
- †Sokoloviina Kir'yanov, 1968